# De Hond (waterschap Utrecht)
Het waterschap De Hond was een klein waterschap in de gemeente Hoogland, in de Nederlandse provincie Utrecht. Het waterschap had een gemiddelde ligging van 0,2 meter onder NAP en een oppervlakte van 65,5 hectare in de 19e eeuw. In 1929 is het waterschap opgegaan in Beoosten de Eem dat nu deel uitmaakt van het waterschap De Eem.